# Флаг Санта-Катарины
Флаг бразильского штата Санта-Катарина представляет собой прямоугольное полотнище, разделённое на три равновеликие горизонтальные полосы: верхняя и нижняя красного цвета, средняя — белого. В центре флага в зелёном ромбе расположен герб штата.

## История
Флаг Санта-Катарины был официально утверждён 29 октября 1953 года на основе дизайна флага, созданного ещё в 1889 году.